# メンフィス (デザイン)

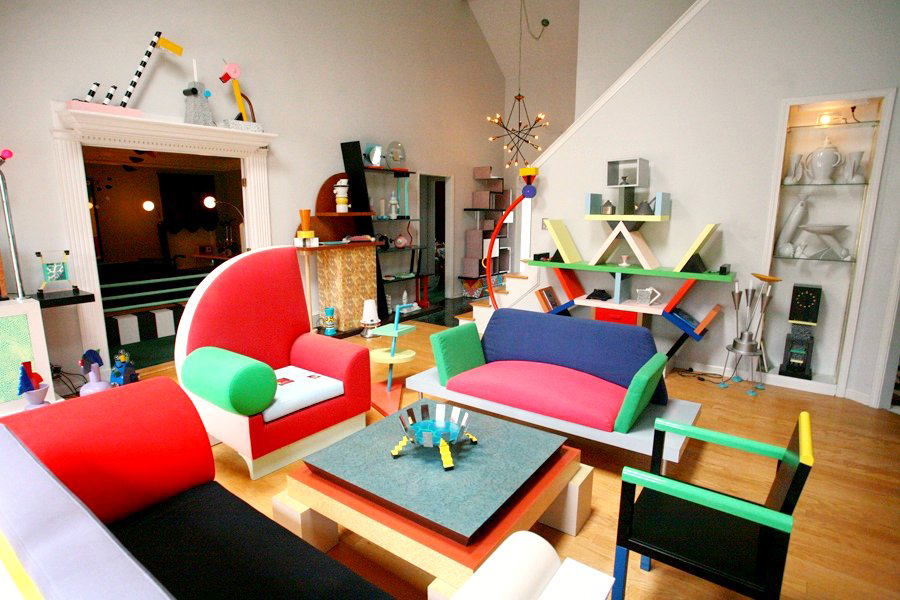
ソットサスらの結成した「メンフィス」のデザイン家具コレクション

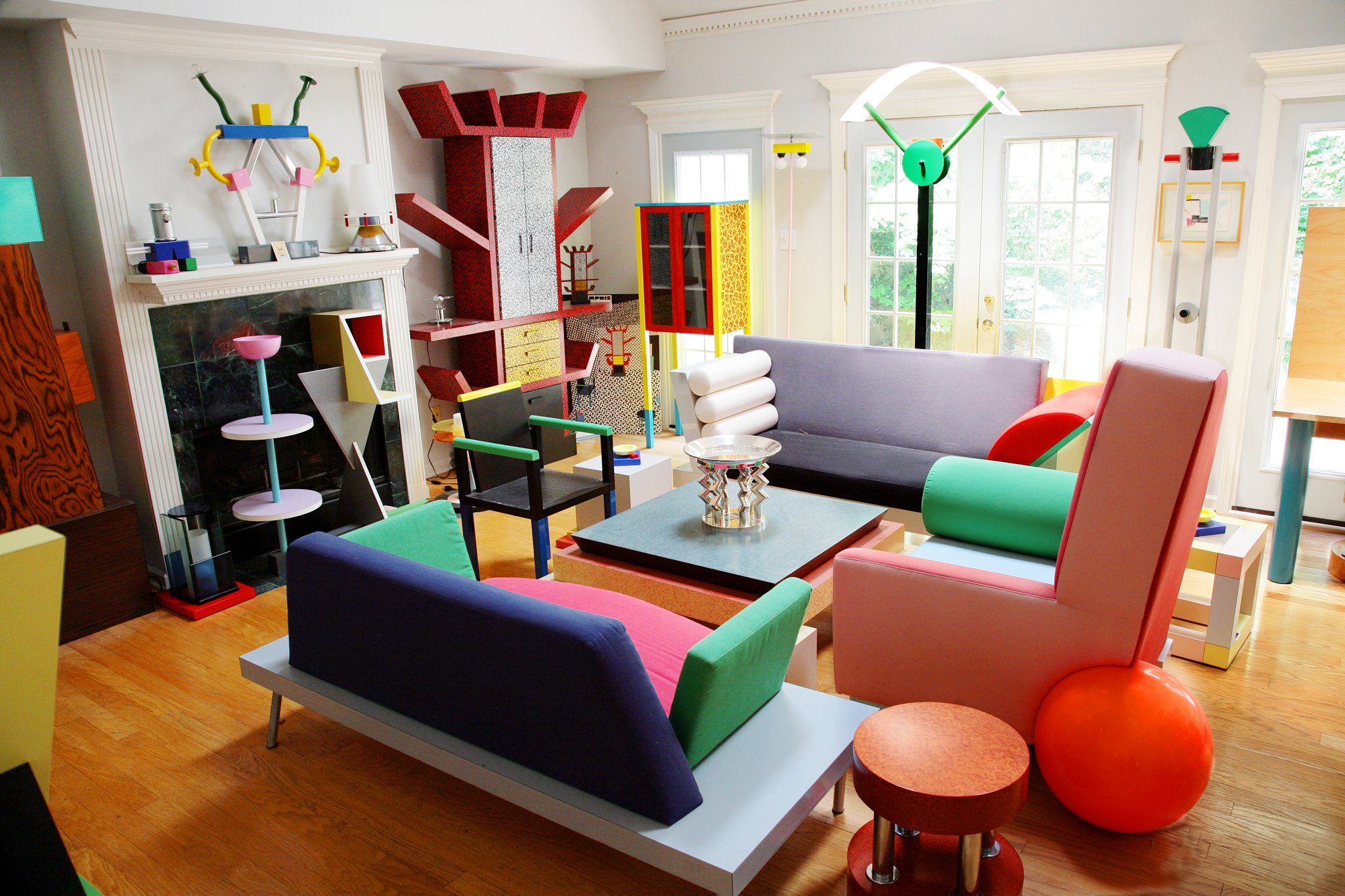
「メンフィス」のデザイン家具コレクション

メンフィス（Memphis）は1981年に結成された多国籍からなるデザイナー集団で、1980年代前半にイタリアを中心に世界のデザイン・建築に影響を及ぼした。またデザインにおけるポストモダンの代表としても一世を風靡した。
グループの中心にあったのはイタリアの建築家・インダストリアルデザイナーであったエットレ・ソットサス（Ettore Sottsass）であった。1980年12月16日の夜、若いデザイナーや建築家らが彼の自宅に集まって酒を飲んでいた際に「メンフィス・グループ」は結成され、各々のデザイン作品を持ち寄って1981年の2月に再会することを約束した。「メンフィス」の名は、結成の夜にソットサスの家でかかっていたボブ・ディランの曲『Stuck Inside of Mobile with the Memphis Blues Again』（『メンフィス・ブルース・アゲイン』）に由来する。翌1981年9月の世界の家具デザインの祭典、ミラノ・サローネでの第一回展覧会は高く評価され世界に衝撃を与えた。
当初のメンバーは「ソットサス・アソシエイツ」にいたデザイナーが中心だったが、後に世界各国のメンバーを加えた。主なメンバーにはミケーレ・デ・ルッキ（Michele de Lucchi）、マテオ・テュン（Matteo Thun）、マルコ・ザニーニ（Marco Zanini）、アンドレア・ブランジ（Andrea Branzi）、アルド・チビック（Aldo Cibic）、バルバラ・ラディチェ（Barbara Radice）、マーティン・ベダン（Martine Bedin）、スペインのハビエル・マリスカル（Javier Mariscal）らがいる。また日本からは磯崎新、倉俣史朗、梅田正徳らがメンフィスの展覧会に出展した。
メンフィスのデザインは多くの影響を及ぼしたが、一方で装飾的・奇抜との批判も浴びた。またソットサス自身が建築の仕事に重点を置くようになったためグループは1988年に解消した。

## メンフィスの作品と姿勢
メンフィスの運動は1970年代のデザインへの反発であり、当時のデザインが欠いていたユーモアのセンスや人間の内的な力の権威を回復しようというものであった。ソットサスはメンフィスのデザインを「新たなインターナショナル・スタイル」と述べた。メンフィス・グループのデザインは明るく鮮やかで刺激的な色彩を多用し、形態も複雑かつ有機的なものだった。当時の箱型で黒や茶色など暗い色を基調としていたヨーロッパの家具デザインとは対照的な色と形態であり、「趣味がいい」という言葉とは結びつきそうにないものであった。
メンフィスは保守的な観念やアプローチをとらず、クライアントからの制約なしに作りたいデザインを作ることを試み、1950年代のキッチュなデザインや未来的なデザイン、ポップアート、アールデコなどからインスピレーションを汲み、モダニズムの「グッド・デザイン」の概念とは大きく異なるものを作った。彼らは議論に終始した感のあるデザイナー集団「アルキミア」を1970年代末に去った後、実際に生産され販売されるデザインを志向し、デザイナーが製品のデザインにとどまらず、生活や公共と個人の関係もデザインすることを求めて多くの企業とのプロジェクトに取り組んだ。